# شادي الأرض
شادي الأرض أو هازِجَة الأرض (الاسم العلمي: Robsonius)، جنس طيور من الجواثم وفصيلة شاديات الأعشاب.
تم وضع الجنس من قبل عالم الطيور الإنجليزي Nigel J. Collar في عام 2006 مع نوع شادي الأرض كوردييرا (Robsonius rabori). سُمي الجنس على عالم الطيور البريطاني كريج ر. روبسون.
يحتوي الجنس على الأنواع التالية
- شادي الأرض  كوردييرا (Robsonius rabori)
- شادي الأرض سيرا مادري (Robsonius thompsoni)
- شادي الأرض  بيكول (Robsonius sorsogonensis)